# Aeonium decorum

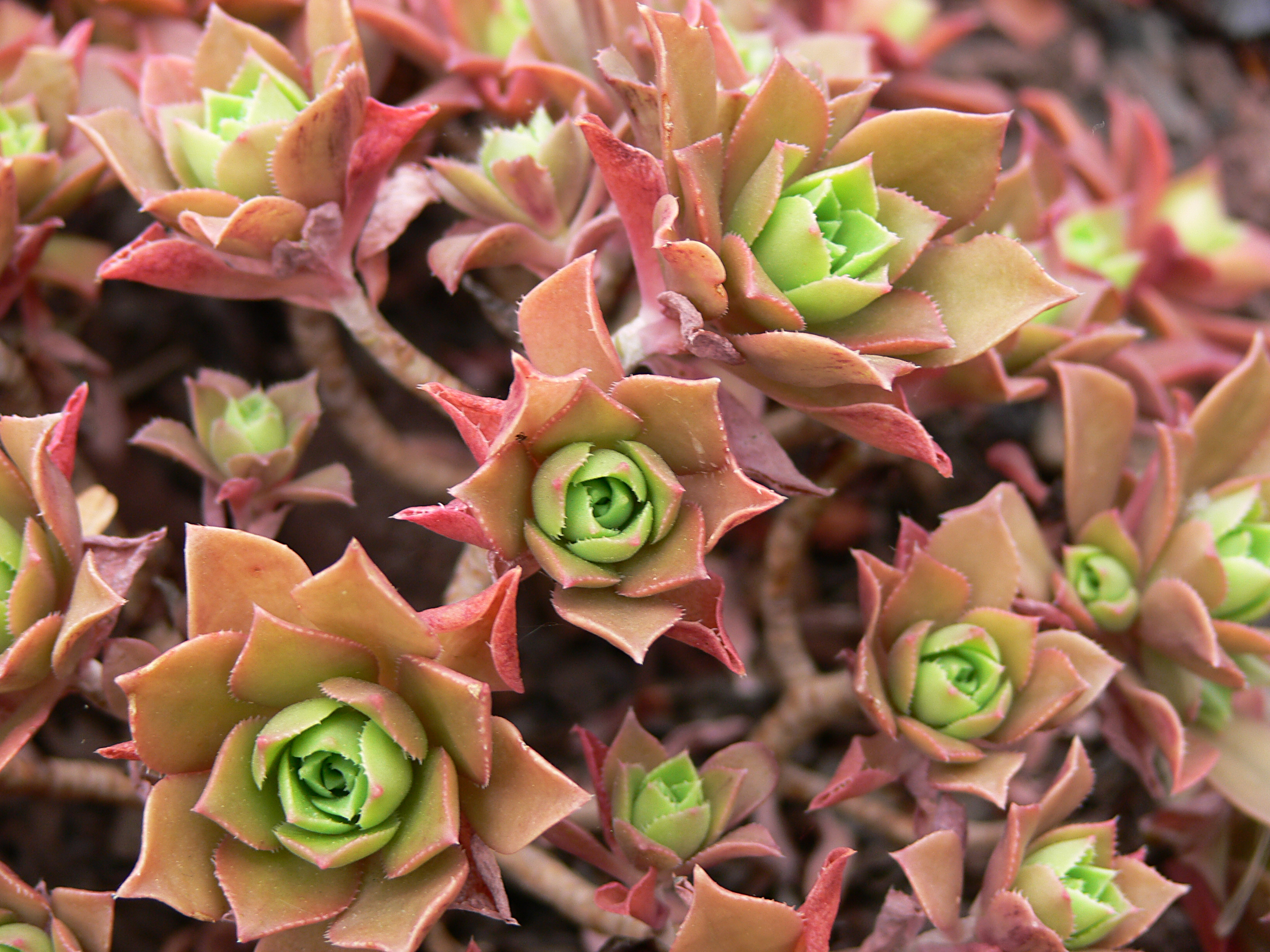
Aeonium decorum

Aeonium decorum és una espècie de planta suculenta del gènere Aeonium, de la família de les Crassulaceae.

## Descripció
És un petit arbust perennifoli, de fins a 60 cm d'alçada, amb tiges gruixudes molt ramificades, amb l'escorça fisurada, amb abundants arrels adventícies.
Les fulles formen rosetes, de fins a 10 cm de diàmetre, a l'àpex de les tiges, són obovado-lanceolades, feblement acanalades, àpex acuminat i recorbat, marge vermellós amb pèls. De color verd pàl·lid amb tints rosats o ataronjats en les vores.
La inflorescència és paniculiforme, laxa. Les flors són hermafrodites, actinomorfes, de 6 a 8 parts; calze amb sèpals triangulars, tenyits de porpra; corol·la amb pètals lanceolats, de color blanc-rosat amb una banda porpra externa; androceu diplostèmon.

## Distribució
Planta endèmica de l'illa de La Gomera, localitzada també a l'illa de Tenerife, a les Canàries. Creix en zona de roques.

## Taxonomia
Aeonium decorum Webb ex Bolle va ser descrita per Carl Bolle i publicat a Bonplandia 7: 241. 1859.